# 그레이트 다이크

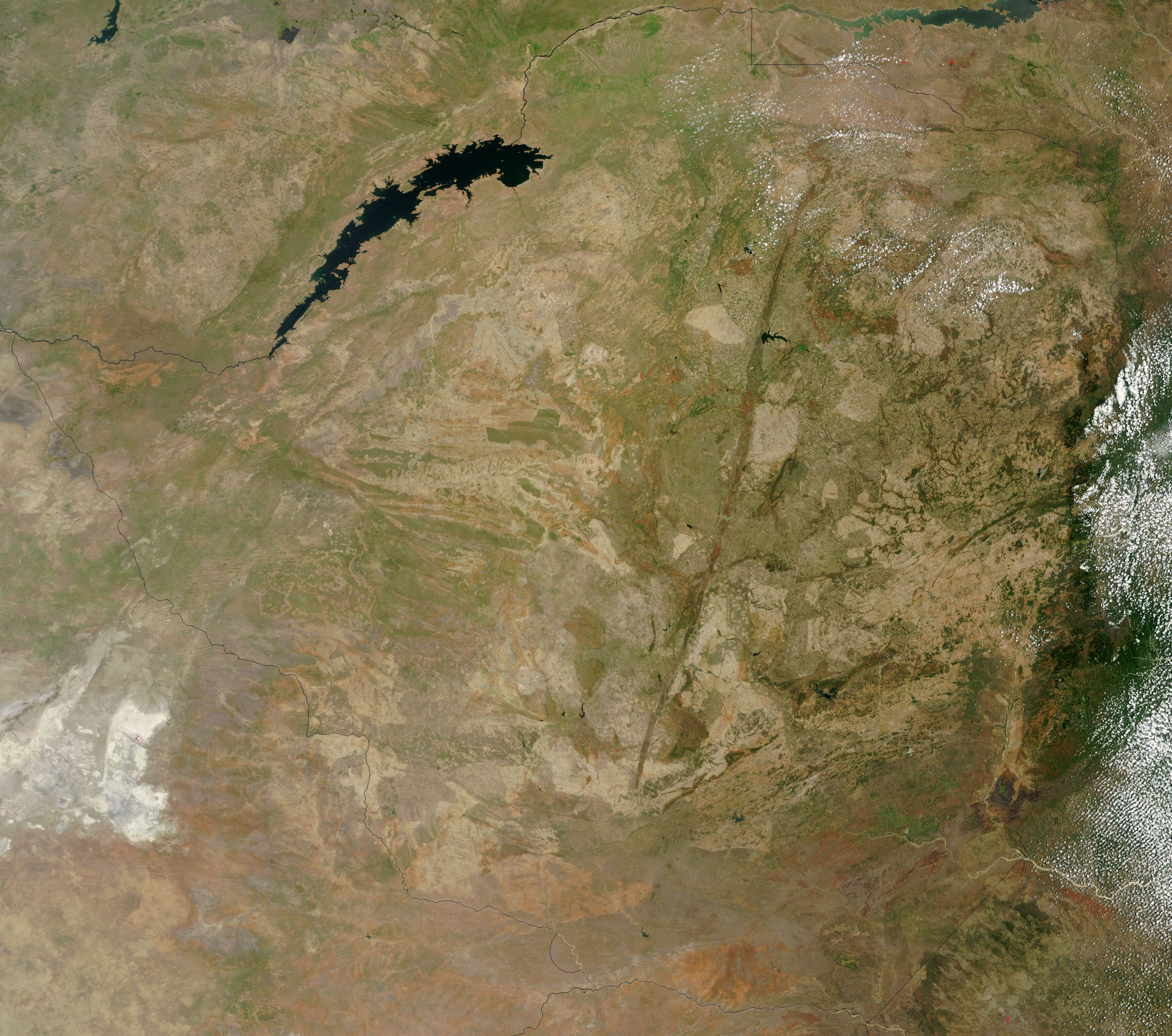
잠바브웨를 위성사진으로 보면 그레이트 다이크가 북동에서 남서를 가로지르는 선형으로 보인다.

그레이트 다이크(Great Dyke)는 짐바브웨의 중심부를 거의 남북으로 가로지르는 선형구조로, 수도 하라레의 서쪽으로 지나간다. 대략 550 km(340 mi)에 걸쳐 있는 짧고, 좁은 능선 및 언덕의 띠로 이루어져 있다. 언덕은 북쪽으로 갈수록 지세가 높아지고, 므부르위 산맥(Mvurwi Range) 위로 460m (1,510ft)까지 올라간다. 이 지역은 금,은, 크롬, 백금, 니켈 및 석면을 포함하고 있는 다양한 광상이 있다.
| 북쪽 끝 | 남위 16° 27′ 51″ 동경 31° 08′ 24″ / 남위 16.46417° 동경 31.14000° |
| 남쪽 끝 | 남위 20° 50′ 22″ 동경 29° 39′ 04″ / 남위 20.83944° 동경 29.65111° |

## 지질학

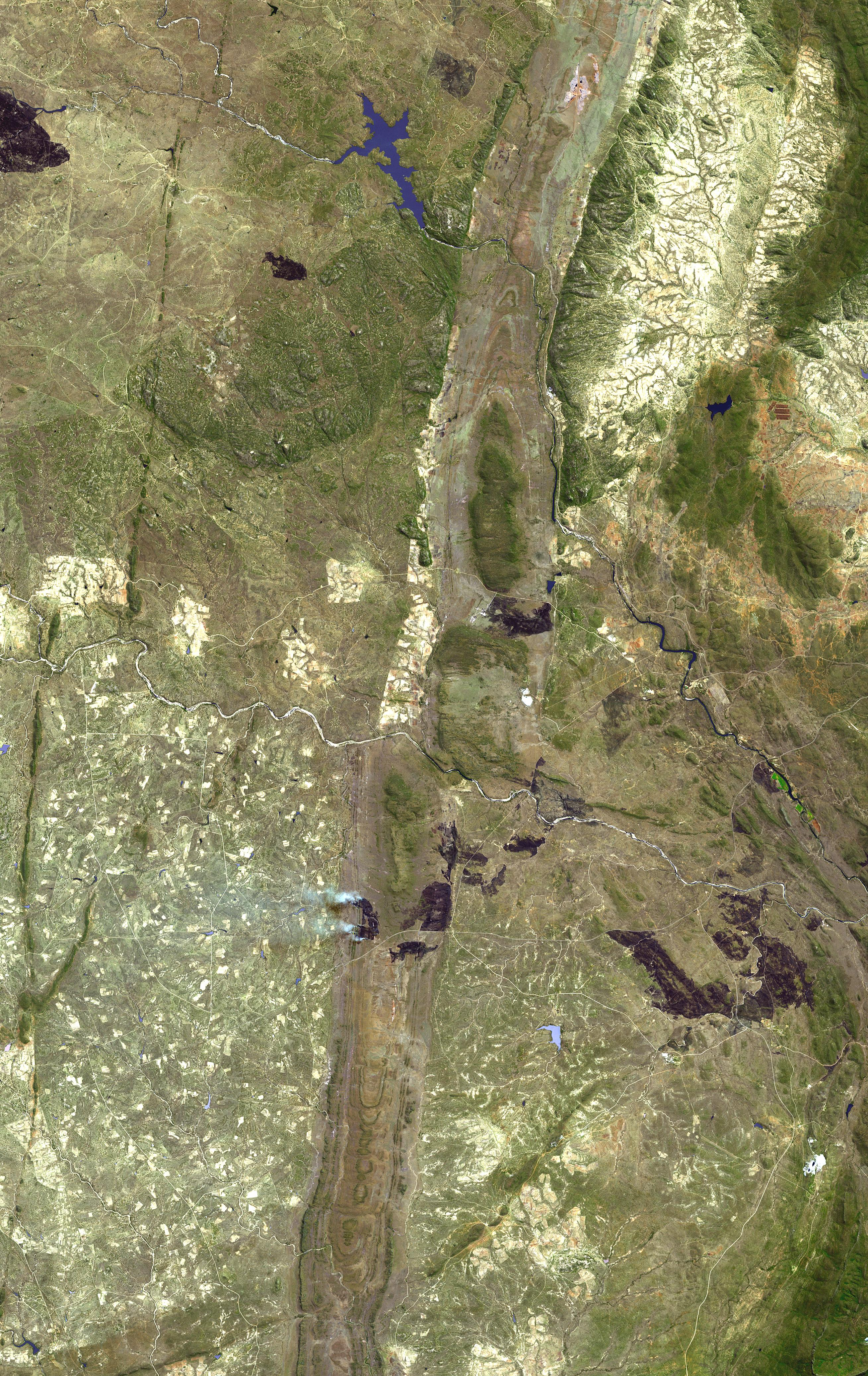
그레이트 다이크의 Wedza Subchamber. 미모사 백금 광산은 나무가 우거진 중심 부근에 위치한다. Umvimeela 암맥은 다음 사진의 가장 왼쪽에 위치한다.

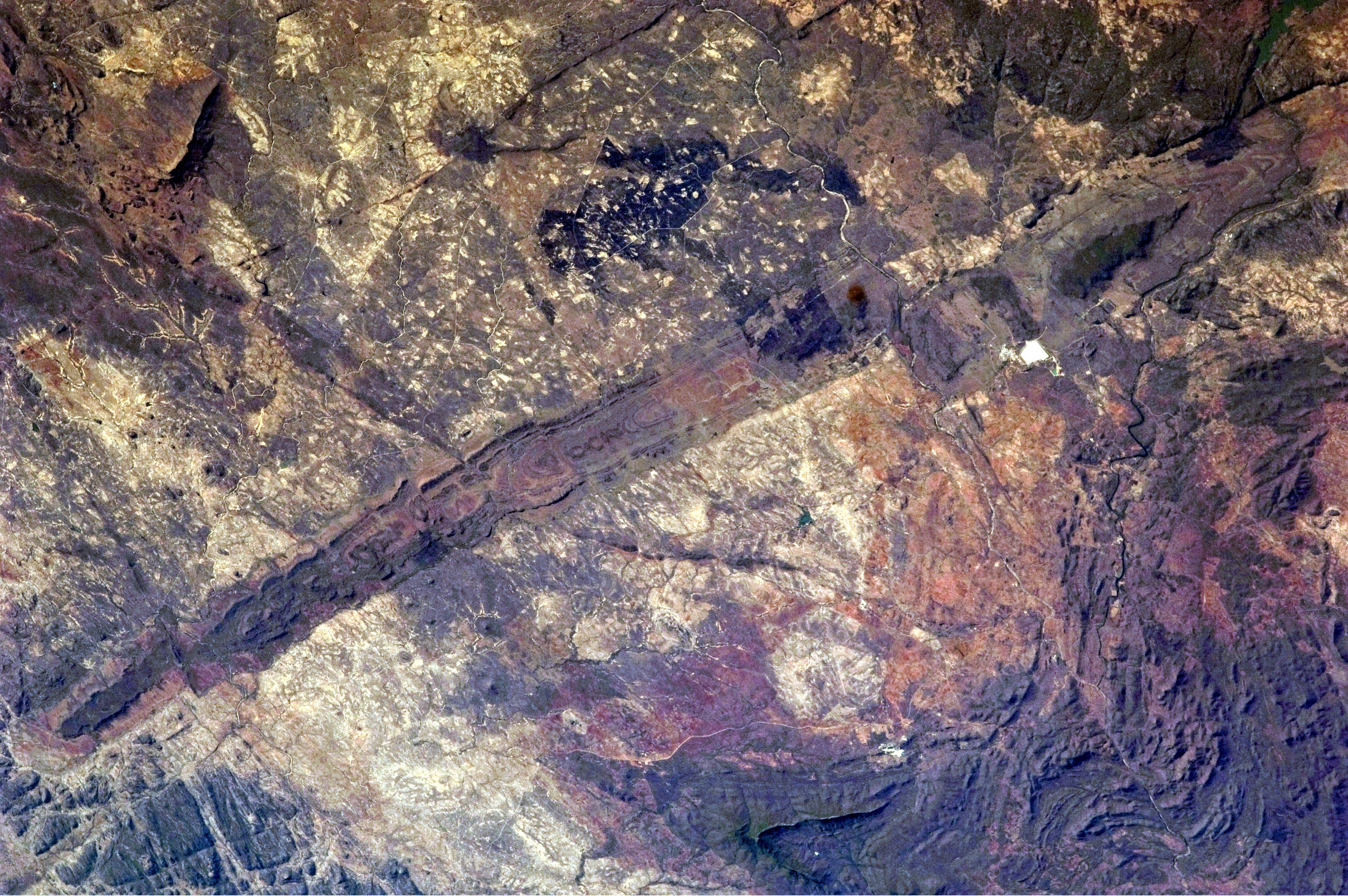
암맥의 남쪽 끝이 다음 항공사진에 찍혀있다.

지질학적으로 그레이트 다이크는 암맥이 아닌 분상암체이며 Y자 모양의 단면을 가진다. 그것은 N20 ° E에서 짐바브웨 전역에 걸친 계층화된 초염기성암 관입의 집단이다. 관입의 폭은 3 ~ 12km (7.5 마일)로 다양하다. Great Dyke는 대부분의 초염기성 암층 관입이 수평 또는 박막 형태로 나타난다는 점에서 특이하다.
 그레이트 다이크 (Great Dyke)를 포함하는 초염기성암의 하부층은 깁슨 반려암의 침식된 잔해에 의해 국부적으로 덮여있다. 이것은 Great Dyke 마그마 시스템 내의 4 개의 공간의 중심, 즉 (북쪽에서 남쪽으로) Musengezi, Darwendale, Sebakwe 및 Wedza를 표시한다. 이들 각각의 층은 길고 두 배로 치우친 향사상 구조를 가지며, 진입하는 암맥에 의해 흘러간다. 층위학적으로 각 하위층은 두나이트, 하아즈버어자이트, 감람석반려암 및 휘석암의 하위 단위 초염기성 층상암체로 나누어지며 좁은 크롬 화합물의 층과 함께 한 주기 단위를 이룬다. 그리고 그것은 그레이트 다이크를 따라 광범위하게 채굴되며 그 상위 염기성암 층상암체는 노라이트, 반려노라이트와 감람석반려암과 같이 다양한 휘장석이 풍부한 암석으로 구성되어있다.
이 암체는 짐바브웨 육괴 위에 존재하며 25억 75만년전의 것이라 추정된다. 그레이트 다이크는 육괴의 변형 마커 역할을 한다. 실제로 이 암맥은 관입 이후에는 변형되지 않았고,(Musengezi 지역 제외) 이는 육괴가 암맥이 관입되었을 땐 안정된 상태였다는 것을 보여준다.
East 및 Umvimeela라는 두 고철질암 암맥은, 각각 그레이트 다이크의 동쪽과 서쪽에 위치했다. 그레이트 다이크의 표면에는 화산활동 징후가 기록된 적이 없고, 침식되었다고 추정된다.
그레이트 다이크는 상당량의 크롬과 백금을 포함한 전략적 경제 자원이다. 크롬철광은 초염기성암의 맨끝에 위치하며, 암맥 전역에서 채굴된다. 초염기성, 염기성암 층상암체의 접촉점 아래, 그리고 최상부의 휘암석(동광석 및 복휘암) 계열은 니켈, 구리, 코발트, 금 및 백금족 금속 (PGM)의 경제성 있는 광상이다. 비금속은 각 비금속 아대 사이의 간격에 Fe-Ni-Cu 황화합물 상호퇴적 광염광산이 생기게 한다. 이것은 PGE 아대라 불리는 백금족 금속이 풍부한 내부층이다. 비금속과 PGE 아대는 함께 주 황화물 영역 (MSZ)을 구성한다.

## 개발

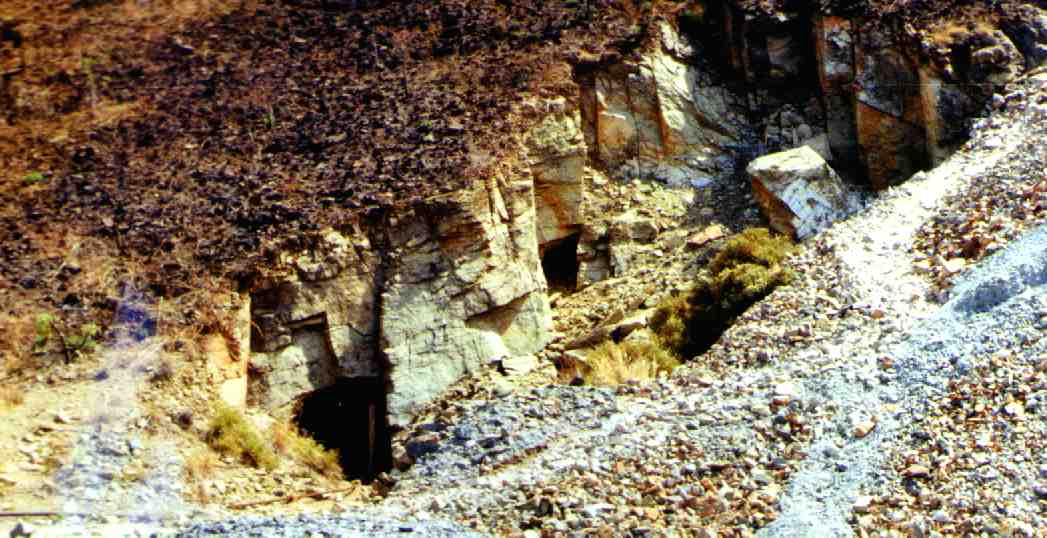
무토라샹가에 있는 크롬 광산 횡갱의 입구.

그레이트 다이크는 1867년에 탐험가 칼 마우쉬에 의해 처음 보고되었다. 하지만 풍부한 광상의 존재는 1918년 전까지 알려지지 않았다.
크롬은 암맥 곳곳에 묻혀있으며 특히 Darwendale, Lalapanzi 및 Mutorashanga 지역에 많이 묻혀있다. 세 개의 큰 크롬 광산 회사는 Maranatha Ferrochrome, Zimalloys 및 Zimasco,이며 대부분의 광산은 배당제로 운영되고 있다.
백금 계열의 금속은 최근 Impala Platinum 그룹의 Zimplats 사에 의해 Selous 남부의 Ngezi 광산에서 채광되고 있다. 또, Anglo American에 의해  Shurugwi 근처 Unki 광산에서, 그리고 Impala Platinum의 Zimasco사에 의해 Zvishavane 근처 Mimosa 광산에서 채굴된다. Makwiro 근처의 Hartley Platinum Mine은 현재 운영되고 있지 않다. 산화된 지표와 가까운 광석은 쉽게 접근할 수 있기 때문에 백금 계열 금속 중 유망한 미래 자원이며 음극재로 사용된다. 매장량 160-400 Mt이 있으나 지금까지 불충분한 회복률로 인해 채광이 잘 되지 않았다.